# 27.º Prêmio Jabuti
O 27º Prêmio Jabuti foi realizado em 1985, premiando obras literárias referentes a lançamentos de 1984.

## Prêmios
Os premiados foram:
- João Ubaldo Ribeiro, Viva o povo brasileiro -  Romance
- Charles Kiefer, Contos/crônicas/novelas
- Alphonsus de Guimaraens Filho, Poesia
- Leonardo Arroyo, Estudos literários (Ensaios)
- Vera D'Horta Beccari, Biografia e/ou memórias
- Flora Süssekind, Autor revelação – Literatura adulta
- Aila de Oliveira Gomes, Tradução de obra literária
- Luís Galdino, Literatura infantil
- Giselda Laporta Nicolelis e Ganymédes José, Literatura juvenil
- Antônio Paim, Ciências humanas (exceto Letras)
- J. Berroca, M. Assumpção, R. Antezana e C. M. Dias Neto, Ciências exatas
- Pedro da Silva Telles, Ciências (Tecnologia)
- Maria da Penha Villalobos e Lolio Lourenço Oliveira, Tradução de obra científica
- Tato, Ilustrações
- O Globo, Melhor crítica e/ou notícia literária – jornal
- Rádio USP, Melhor crítica e/ou notícia literária – rádio
- Revista Veja, Melhor crítica e/ou notícia literária – revista
- TV Globo, Melhor crítica e/ou notícia literária – televisão

## Ver Também
- Prêmio Prometheus
- Os 100 livros Que mais Influenciaram a Humanidade
- Nobel de Literatura